# Bichancourt
Bichancourt è un comune francese di 1 046 abitanti situato nel dipartimento dell'Aisne della regione dell'Alta Francia.

## Società

### Evoluzione demografica
Abitanti censiti